# Afrika történelme
Afrika történelme az ember megjelenésével kezdődik és a kontinenst az emberiség bölcsőjének is tekintik.

## Őskor

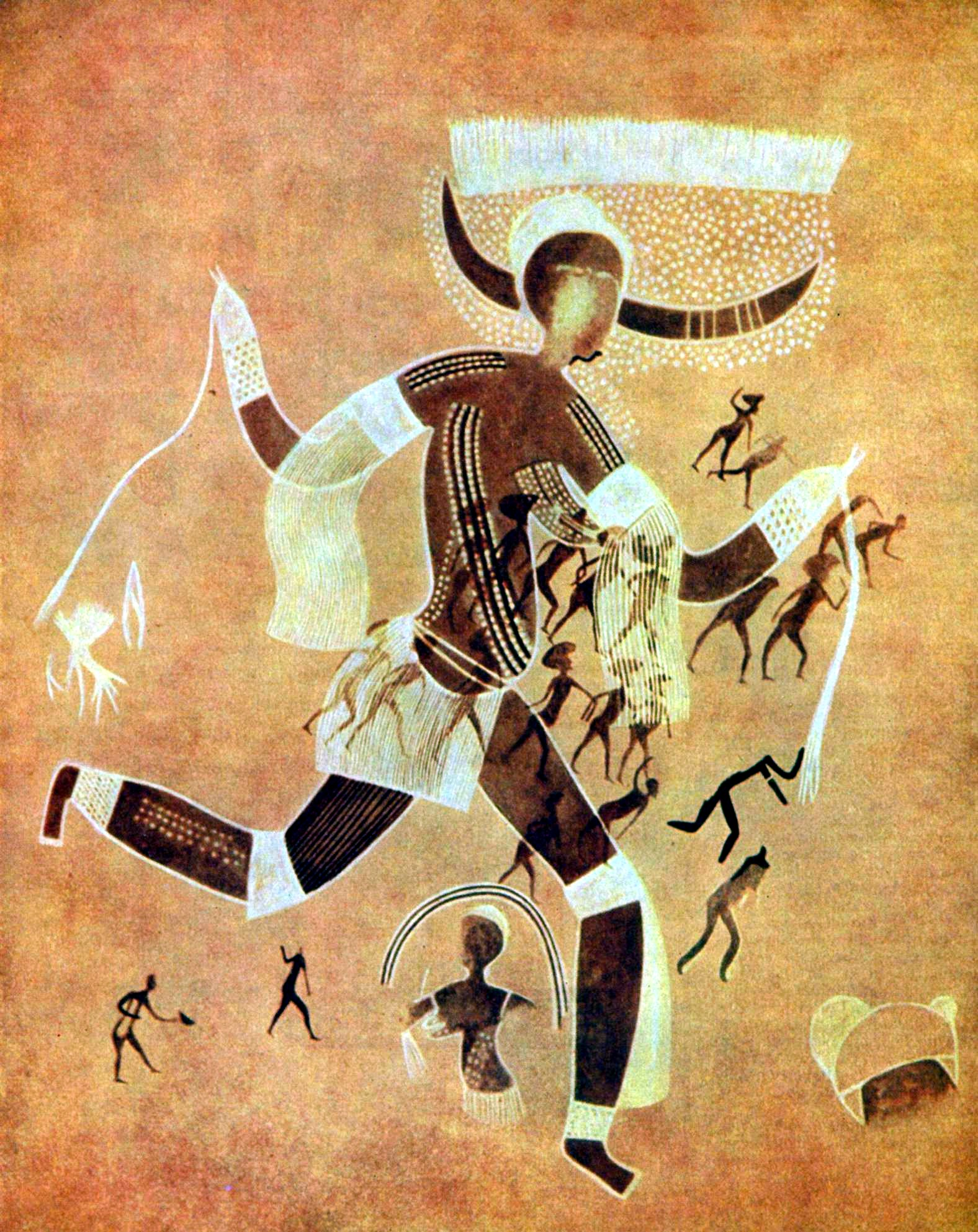
Szaharai sziklafestmény az i. e. 5. évezredből

Afrika területén kezdődött meg 6-7 millió évvel ezelőtt az emberré válás, vagyis az emberfélék (Hominina) kiemelkedése az állatvilágból (lásd még: Australopithecus, Vízimajom-elmélet). Louis Leakey, angol származású kenyai antropológus 1964-ben a Viktória-tó közelében lévő Olduvai-szurdokból hozta felszínre az emberi nem (Homo) legkorábbi ismert faja, a Homo habilis csontjait. Később az előember és az ősember több más fajának csontjai is Afrika területéről kerültek elő (Homo rudolfensis, Homo ergaster és Homo rhodesiensis). Etiópiában találták meg a mai ember (Homo sapiens) legkorábbi maradványait, a Szaharában, Dél-Afrikában és Afrika egyéb területein pedig sok későbbi kőkorszaki emléket is felfedeztek. A kontinenssel kapcsolatban a történészek azt mondják, hogy „itt ringott az emberiség bölcsője”, mert itt találták meg a legrégibb emberi leleteket, tehát Afrikából indulhatott útjára az emberiség. Az i. e. 9–7. évezred között alakultak ki az első neolitikus kultúrák, amelyek nyomai a Szahara közepén lévő Hoggar-hegységben és a Taszilin-Ádzseren található sziklafestményeken láthatóak. Henri Lhote francia régész – a Taszili-fennsíkon végzett kutatásai során – a szikla- és barlangfestményeket vizsgálva a következő korszakokat határozta meg:
- vadászkorszak: i. e. 9–7. évezred
- pásztorkorszak: i. e. 6–2. évezred
- harcosok korszaka: i. e. 2. évezredtől
- tevekorszak (ekkor került Ázsiából Afrikába a teve): i. e. 1. évezredtől.

## Ókor

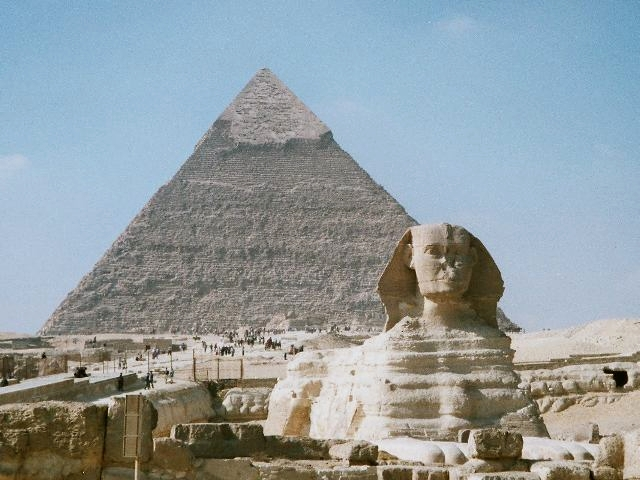
Egyiptomban (Gízában) épült piramisok (hátul), és Szfinx (elől)

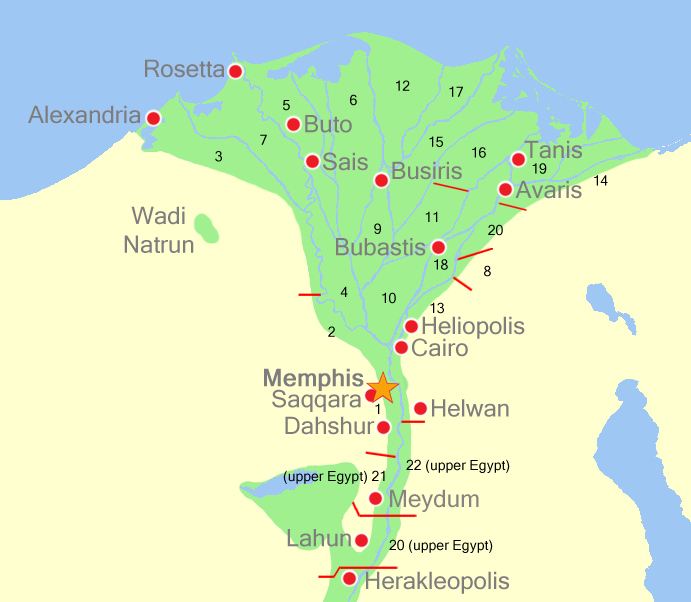
Alsó-Egyiptom az ókorban

A világ valahogy így nézett ki Hérodotosz szerint (Kr. e. 5. század)

### Egyiptom
I. e. 4–3. évezred között megalakult az egyiptomi Óbirodalom. Az ókori Egyiptom vagy „Óegyiptom” hosszú ideig fennállt ókori, nagy folyam menti civilizáció volt Északkelet-Afrikában, túlnyomórészt a mai Egyiptom területén. A Nílus völgyében feküdt a folyó középső és alsó szakasza mentén északon a Nílus-deltája és a Nílus negyedik kataraktája között. Az ókori Egyiptom több mint három és fél évezreden keresztül fejlődött. Története i. e. 3150 körül kezdődött a Nílus menti települések egyesítésével és i. e. 31-ben ért véget. Az egyiptomi civilizáció a maga korában nagyon életteli, változatos, sok meglepően modern kulturális jellegzetességet mutató, és a szoborszerű merevségnél sokkal rugalmasabb volt. A görögök és egyéb fiatalabb kultúrák, melyeket ma a modern európai civilizáció kezdeteinek tartunk, a mezopotámiai kultúrák mellett az egyiptomit tekintették mintaképüknek.

### Észak-Afrika
I. e. 814-ben a föníciaiak megalapították Karthágót, majd az i. e. 7. század körül keletről nyugat felé haladva körülhajózták Afrikát. Karthágó ősi város Észak-Afrikában, a Tuniszi-tó keleti partján, közel Tunézia fővárosához, Tuniszhoz. Ma népszerű turisztikai célpont. Az ókorban a város lakói a pun nyelvet beszélték, melyet föníciai eredetűnek tartanak. A hagyomány szerint a várost Dido (vagy Elissa) alapította (Dido elmenekült Türoszból, miután öccse meggyilkolta a férjét, hogy magához ragadja a hatalmat), bár a görög és római irodalomban több mítosz is ismert ebben a tárgyban.
I. e. 331-ben megalapítják Alexandriát. Alexandria egyiptomi kikötőváros a Földközi-tenger partjainál. A Nílus deltatorkolatában fekszik, Kairótól 208 km-re északra. Lakosainak száma 3 723 000. Nagy Sándor alapította i. e. 331-ben, és önmagáról nevezte el. A hódító hasonló módon elkeresztelt új városai közül az egyiptomi vált a leghíresebbé és legnagyobbá. Évszázadokon át az ókor egyik legpompásabb, legnagyobb városa volt (méret tekintetében csak Róma előzte meg). Híres volt mint a tudományok székhelye. Alexandriában volt található az Alexandriai világítótorony, ami az ókori világ hét csodájában is benne volt. A Pharosz sziget keleti fokán emelkedett a híres világítótorony, amelyet a Kr. e. 3. században I. Ptolemaiosz Szótér uralkodása alatt Szósztratosz épített; nyolcemeletes és 160 méter magas volt, fénye 300 stadionnyira (50–60 km) látszott a tengeren. Ám az idők folyamán lerombolták.
Időszámításunk kezdete környékén Észak-Afrika volt a Római Birodalom egyik leggazdagabb tartománya. Dúsan tenyésző éghajlata s virágzó földművelése azzal a kiváltsággal díszesítette, hogy «Róma éléstára» néven emlegették.

### Afrika egyéb részei
A késő ókorban vagy a középkorban megkezdték a dél-afrikai Nagy-Zimbabwe építését.
Az Akszúmi Királyság Északkelet-Afrikában jött létre a késő ókorban.
A legújabb kutatások azt sugallják, hogy már időszámításunk (Krisztus) előtt kereskedelmi kapcsolatok voltak a Szaharától délre eső afrikai területek és a mediterrán világ között. A transz-szaharai kereskedelem egyik fő korai közvetítője Karthágó volt. A fő kereskedelmi cikkek az arany, a luxuscikkek és a rabszolgák voltak, amelyek iránt Karthágóban és Rómában egyaránt élénk és állandó igény mutatkozott. A Szaharán átvezető utak közül kettőt már Hérodotosz is megnevezett az i. e. 5. században.
Karthágó hanyatlása és pusztulása i. e. 146-ban valószínűleg nem volt nagy hatással a kereskedelemre, mert Róma egyszerűen felváltotta Karthágót ebben a szerepben. Nagyon keveset tudunk a nyugat-afrikai népek ókori államairól.

## Középkor

A középkori jelentősebb államok
(angol nyelven)

711-re az Omajjád kalifátus meghódította egész Észak-Afrikát. A 10. századra Észak-Afrika lakosságának többsége muszlim lett.
A Mali Birodalom a monda szerint a 13. század elején jött létre. Egy Szunjata nevű kultúrhérosz alapította, aki gyerekkorában nyomorék volt, és anyját ezért csúfolta a király többi felesége. Egy ideig száműzetésben élt, majd visszatért Ghánából és a királyt letaszítva a trónról ő lett az uralkodó. A birodalom a virágkorát a 14. században élte. A 14. század végén az akkori világ leggazdagabb uralkodója a Mali Birodalom feje volt. Niger és Felső-Szenegál között, körülbelül a mai Mali délnyugati részén helyezkedett el. A mande nyelvű vezetők saját szavannai őshazáján kívül a birodalom magába foglalta a Száhelt, északon belenyúlt a sivatagba, délen pedig az esőerdőbe.
A középkorban jött létre Ghána állama, ahonnan az akan népek ősei erednek, az azonban nem is érintette a mai Ghána területét. 1600 körül a mai Közép-Ghána területén létrejött az Asanti Birodalom. Ez a birodalom a britek hódításáig, a 19. századig fennmaradt.
Nyugat-Afrikában, az ún. Aranyparton 1482-ben a portugálok felépítették Elmina erődjét. Az újkorban ez a város lett az arany, az elefántcsont és a rabszolga-kereskedelem egyik központja. 
1487-ben Bartolomeu Dias elérte a kontinens déli csúcsát, a Jóreménység fokát. Majd a következő évtized végén, 1498-ban Vasco da Gama megkerülte a kontinenst és a keleti part déli részét egészen Mozambikig végigjárta, mielőtt Indiába jutott. A sötét kontinens belsejét azonban még sokáig sűrű homály fedte és az európaiak előtt ismeretlen maradt.
Más középkorban létrejött államok: Monomotapa és Szonghai.

## Újkor

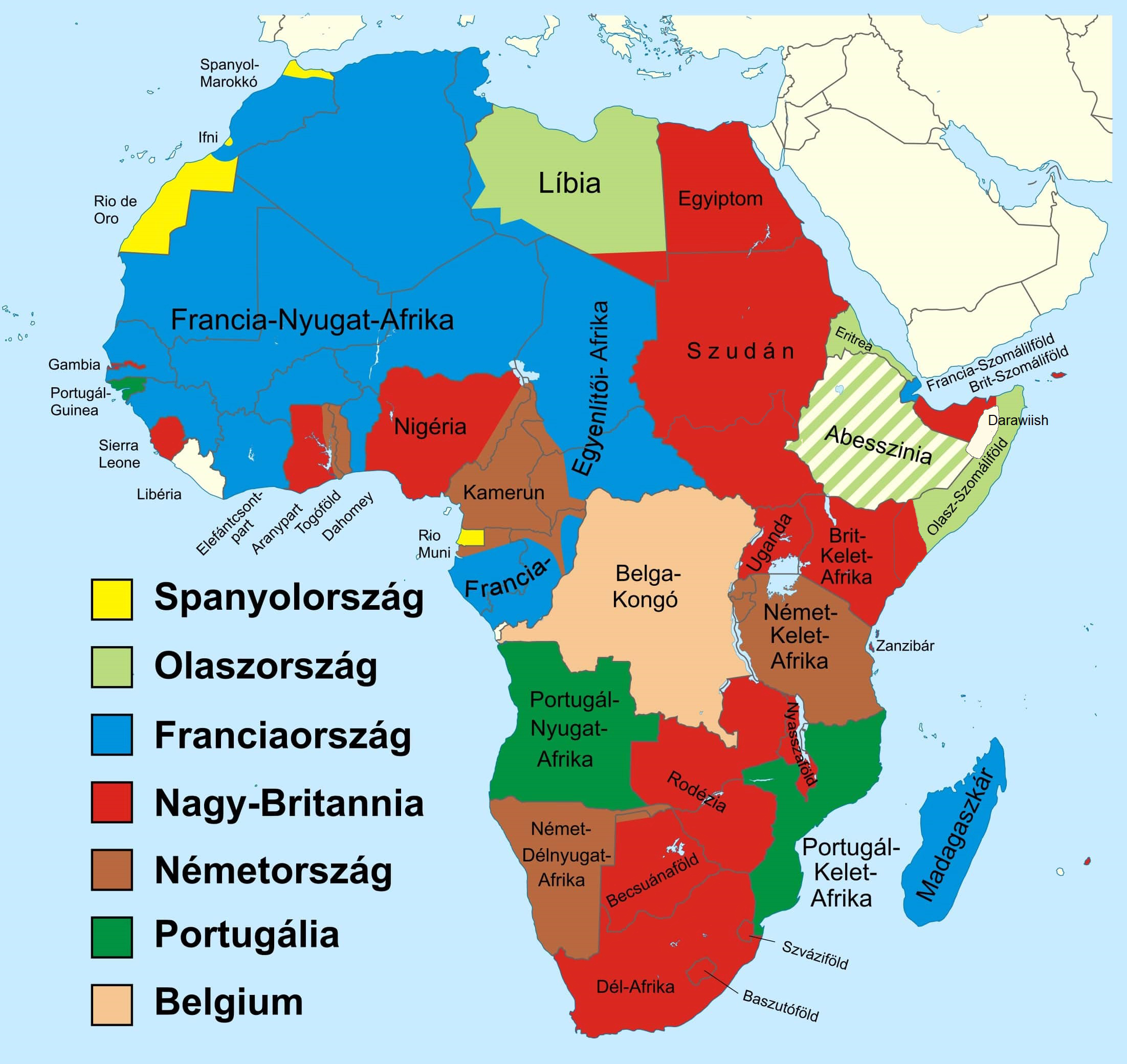
Afrika gyarmati felosztása, 1914-es állapot

Az európaiak felfedezték az amerikai kontinenst és a hiányzó munkaerő pótlására Afrikából kezdtek el rabszolgákat szállítani. A 15. és 19. század között a nyugat-afrikai rabszolgakereskedelem becslések szerint jóval több mint 10 millió rabszolgát vitt az Újvilágba. Az olyan városok, mint Liverpool és Amszterdam, az emberkereskedelem révén meg is gazdagodtak. Rajtuk túl a muszlim emberkereskedők is sok millió rabszolgát vittek az Indiai-óceán, a Közel-Kelet és Észak-Afrika partjaira.
Nagy-Britannia 1807-ben tiltotta be a rabszolgakereskedelmet, de az Egyesült Államokban továbbra is heves vita folyt a témáról és polgárháború robbant ki az amerikai északi államok és a déli rabszolgatartó államok között. Végül 1865-ben az Egyesült Államok is betiltotta. Brazíliában csak 1888-ban szüntették be.
A 17. században a portugálokat kiszorítva a hollandok, angolok, svédek, dánok is meghódítottak egy kis szeletet a nyugati partvidéken. Emiatt Európán kívül sehol máshol a világon nem látni ilyen sűrűn európai építésű katonai létesítményeket.
A késő újkorban megkezdődött Afrika felosztása – amelyet Afrika meghódításának is neveznek – és amely a kontinens területeinek inváziója, megszállása, megosztása és gyarmatosítása volt az európai hatalmak részéről.
A kontinens gyarmatosítása a 19. században kezdődött el, és 1900-ban területének 90%-a gyarmat lett. A gyarmatosító országok a britek, franciák, németek, belgák, olaszok, spanyolok és portugálok voltak. 

### 20. század

Animációs térkép az afrikai államok 20. századi függetlenedéséről. (Jobb oldalt az évszám.)

A második világháború kitörésekor az óriási afrikai kontinens néhány európai gyarmattartó hatalom uralma alatt állt. Az angol-amerikai tömb és a tengelyhatalmak elkeseredett harcot vívtak Afrika országaiért. Az európaiak uralma a második világháború befejezéséig folytatódott, majd szinte az összes megmaradt gyarmati terület fokozatosan elnyerte a a függetlenségét és létrejöttek az önálló államok.
Az afrikai függetlenségi mozgalmak a második világháború után vettek lendületet, amely következtében a főbb európai hatalmak meggyengültek. 1951-ben Líbia, az egykori olasz gyarmat nyerte el a függetlenséget, 1956-ban pedig Tunézia és Marokkó is elnyerte függetlenségét Franciaországtól. A kontinens zöme is függetlenné vált a következő évtizedekben.
A függetlenedés után az afrikai államok fejlődését akadályozta a politikai instabilitás, az etnikai és vallási konfliktusok, a korrupció, az infrastruktúra fejletlensége, a szakképzett munkaerő hiánya és az autoriter politikai rendszerek. Az Egyesült Államok és a Szovjetunió közötti hidegháborús versengés is szerepet játszott a kontinens instabilitásban.

### 21. század
A 21. században Afrikában 54 szuverén ország van, amelyek többségének határait az európai gyarmatosítás korában húzták meg.
A 2010-es évektől számos afrikai állam a világ leggyorsabban fejlődő országai közé tartozik. Ebben a növekedésben – amelyet néha Afrika felemelkedésének is neveznek – nagy szerepe van a világátlagtól való jelentős elmaradásnak és az információs technológiák elterjedésének.

## Felfedező utak Afrikában

### Ókor
Az Afrikára vonatkozó ismeret az ókorban egészen a 2. század végéig a nagy hódítók és hajósok elbeszélésén alapult. Kr. e. 1600 és 1480 között egyiptomi királyok (nevezetesen III. Thotmesz és III. Amenhotep) ismételten hatoltak be Núbiába.
A föníciaiak 1100 és 900 között járták be Afrika északi és északnyugati partjait, sőt egy ízben Afrikát teljesen körülhajózták.
Hannó Kr. e. 470-ben egészen a mai Sierra Leonen túl nyomult a nyugati parton.
Pomponius Mela Kr. e. 50-ben azt állította, hogy Afrika valószínűleg háromszögletű, Ptolemaiosz azonban, az ókori geográfia legfőbb auktora, úgy ábrázolja Afrikát, mint az Egyenlítőn túl délre kiszélesedő kontinenst, mely az Indiai-óceánt körülveszi, tehát Ázsiával összefügg. A Nílus forrásait messze délen a Holdhegységben vélte keresendőnek.
Egy expedíció Neró korában a Bahr-el-Ghasalig jutott el.
A föníciai telepesek és a római Septimius Flaccus bejárták a Szaharát, Kr. u. az 1. század végén Julius Maternus pedig a Csád-tóig hatolt.

### Középkor
A középkorban arabok, olaszok és portugálok fáradoztak Afrika megismerésén, azonban a középkori geográfusok körében is erősen tartotta magát Ptolemaiosz felfogása. Még az arab Edrisi Kr. u. 1154-ben sem ismerte Afrika déli csúcsosodását. A 13. és 14. század híres kartográfusai Észak-Afrikáról ugyan elég hű képet adtak, a Nílust azonban összeköttetésbe hozták a Nigerrel és az Atlanti-óceánnal. Marco Polo (1256–1323) arab tudósítások után először rajzolta Madagaszkárt, mint szigetet. Ibn Battúta arab utazó 1352-ben a Felső-Niger vidékén és Zanzibárban járt, míg Leo Africanus a középkor végén Timbuktuba és Bornuba ért. Az arab földleírók a Ptolemaiosz által említett két közép-afrikai tavon kívül még egy harmadik tavat is ismertek az egyenlítő alatt. E tavat Kura-tónak nevezték és belőle származtatták a Nílust. A 19. század igazságot szolgáltatott nekik, mert a Nílusnak Ptolemaiosz által említett két forrástaván (a Viktória- és az Albert-tavon) kívül Stanley még egy harmadikat, az Albert Eduárd-tavat fedezte fel. Az arabok azonfelül a Kongó felső folyását és a Luapuba folyót is ismerték egészen a Stanley nevéről elkeresztelt vízesésekig. Mindezen ismeretek azonban feledésbe mentek és a középkor második felében megindított keresztény felfedezéseknek Afrika nyugati partvonalának megállapításával kellett kezdeniük.
Afrika igazi alakjának felderítésében legtöbb érdemet szereztek az olaszok és a portugálok, és nevezetesen Tengerész Henrik herceg. A kereskedők hosszú útjuk során megpihentek a partok mentén, élelmet, vizet vételeztek. Egy genovai hajóhad fedezte fel a Kanári-szigeteket, más olaszok pedig a 15. század első felében Madeirát és az Azör-szigeteket találták. 1442-ben Gonzales portugál hajós az Arguin-fokig jutott, Cada-Masto pedig 1456-ban az Aranypartot érte el. 1486 Diego Con'o Martin Behaim kíséreteben a Kongó torkolatáig jutott. Behaim volt az első, aki Afrikát igazi alakjában, habár torzítva rajzolta glóbuszán. Ugyancsak 1486-ban érte el Bartolomeu Dias Afrika déli csúcsát, felfedezte a Jóreménység-fokát és megtalálta a Kelet-Indiába vezető tengeri utat. 1497-ben nálánál szerencsésebb utóda Vasco da Gama, körülhajózta a Jóreménység-fokát, felhajózott Afrika keleti partján a Zambézi torkolatáig és elérte Kelet-India partját 1498-ban.

### Újkor
Saldanha 1503-ban egész a Guardafui-fokig eljutott, sikerült végül 1541-ben a szuezi földszorosig körülhajózni. Afrika partjai ezen idők óta ismeretesek. A «sötét» kontinens belsejét azonban még sokáig sűrű homály fedte és csak hallomás útján került az irodalom hiányos leírásnak (Dropper, 1670) birtokába. Belső-Afrika az európaiak számára a szörnyetegek és csodák világa maradt.
A 17. században a portugálok mellett franciák, hollandok, németek, angolok hódítottak a parti területeken.
Jelentősebb utazók voltak: André Brue (Szenegambia), Paëz és Lobo, akik a Kék-Nílus forrásáig jutottak, és Poncet (Abesszínia).
A 18. században több merész utazó a kontinens belsejébe hatolt, a század második felében pedig az angolok kezdték meg felfedezéseiket a Niger, a Nílus és a Kongó természetes vízi útját követve. Compagnon 1716-ban elérte Bambukot a Felső-Szenegál mentén, Snelgrave, (1719–32) és Norris (1772) Guinea belsejében jártak, Harrison pedig a Gambia forrásáig jutott. 1769–72-ben Bruce a Felső-Nilus mentén kutatott, 1772–76-ban Sparrman és Thunberg a hottentották földjén jártak, szintúgy 1780-tól 85-ig Levaillant; Bourgognon d' Anville pedig 1749-ben kiadta Afrika jeles térképét.
Az 1788. év fordulópontot képez Afrika felfedezésének történetében, mert ez időtől kezdődik Afrika rendszeres és céltudatos tanulmányozása. Londonban ugyanis Joseph Banks természetbúvárnak indítványára, aki James Cooknak első útján kísérője volt, megalakult az Associatíon for promoting The discovery of The interior parts of Africae nevű társaság, amely - mint neve is mutatja - Afrika belső része kikutatását tűzte ki célul. Brown és Mungo Park ezen társaság megbízásából hatoltak Afrika belsejébe: Brown 1794-ben Egyiptomot, Nubiát és keleti Szudánt utazta be, Mungo Park a Niger folyó felfedezésén fáradozott, de második útján meggyilkolták. Ugyancsak áldozatul esett Clapperton is, aki 1822-ben Szudán északi részét és a Csad-tó környékét kutatta. Nevezett angol afrikai társaság 1830-ig működött és kikutatta Észak-Afrikát, felfedezte a Niger forrását, átkutatta Szenegambiát, átszelte a Szaharát és Szudánról is ismereteket szerzett.
Henry Morton Stanley a hírnév és meggazdagodás reményében utazott először Afrikába. Megbízták, hogy keresse meg az elveszettnek hitt Livingstone-t. Második útjára már a kontinens varázsa ösztönözte. Megfelelő mennyiségű pénzzel és személyzettel is rendelkezett. Körbehajózta a Viktória-tavat, majd a sűrű esőerdőn át hosszú, küzdelmes útja a Kongó zuhatagokkal tarkított vidékén vezetett végig.
1849-től az Afrika-kutatás még hatalmasabb lendületet nyert, az angolok mellett más európai nemzetek és az észak-amerikaiak is nagy tevékenységet fejtettek ki a sötét világrész rejtélyeinek felderítésében. Legelőször is Észak-Afrikára fordult a figyelem: a Nílus problémája, mely már az ókori népeket és a középkori arabokat is foglalkoztatta, 1862-ben Speke által megoldást nyert: a Zambézit a skót David Livingstone járta be, aki orvosként és hittérítőként érkezett Afrikába. Közel 25 évig tartózkodott a kontinensen. Fölfedező útjai során megcsodálta a Viktória-vízesést, eljutott a Nyasza- és Tanganyika-tavakhoz. A felfedezések második kiemelkedő momentuma volt a Kongó felderítése (1862–1877), melyben Livingstone és Stanley szereztek elévülhetlen érdemeket. Ezután az Afrikára vonatkozó földrajzi ismeretek kikerekítésére, kiegészítésére és a gyarmatosításra fordult a figyelem, és a kutatás lankadatlanul folyt a XIX. század végén is. Valamennyi európai gyarmat-állam lázas sietséggel iparkodott versenytársait Afrika belsejének megismerésében és természeti kincseinek kiaknázásában megelőzni.

#### Magyarok
Magyar László az elsők között hajózott be a Kongó torkolatába. Innen egy karavánhoz csatlakozva jutott el a mai Angolába. Célja megvalósítása érdekében megismerte az itteniek nyelvét, szokásait. Annyira megszerette a biéi népet, hogy feleségül vette a fejedelem lányát, aki felfedező útjaira is elkísérte. Együtt bejárták a Kongó és Zambézi vízválasztóját. Második útja dél felé, a sivatagok vidékére vezetett. Anyagi segítség hiányában azonban nem tudta folytatni kutatásait. Felbecsülhetetlen értékű írásainak csak egy része jutott el Magyarországra, ő pedig 46 évesen Afrikában halt meg.
Teleki Sámuel utazásainak eredeti célja a vadászat és a Kilimandzsáró megmászása volt. Gazdag főúrként anyagi gondjai nem támadtak. Segítőtársa Ludwig von Höhnel (magyaros nevén Höhnel Lajos) volt. Az expedíció az Indiai-óceán partjáról indult. Elérte a Kilimandzsáró-csoportot, majd a Kenya vulkánt, de a csúcsaira nem sikerült feljutniuk. Észak felé továbbhaladva felfedezték a Rudolf- és Stefánia-tavat. Visszafelé vezető útjukon egy kialudt vulkánban gyönyörködhettek, amit Höhnel Teleki vulkánnak nevezett el. Ez az egyetlen magyar név Afrikában. A gyűjtött néprajzi anyag nagy része ma a Nemzeti Múzeum tulajdona.
Kittenberger Kálmán állatgyűjteménye és útleírásai, Széchenyi Zsigmond vadásznaplói, és több kint gyógyító magyar orvos leírása alapján is megismerhetjük a kontinenst.